# Comunidor de l'Església de Sant Sebastià d'Estaron
El Comunidor de l'Església de Sant Sebastià d'Estaron és un comunidor de Sant Sebastià d'Estaron, al municipi de la Guingueta d'Àneu (el Pallars Sobirà) inclòs a l'Inventari del Patrimoni Arquitectònic de Catalunya.

## Descripció
Construcció de planta quadrangular a la que s'hi adossa per costat nord una mena d'absis, actualment mig colgat per la terra del vessant, molt inclinat. La coberta de l'absis és a una aigua i la de la resta de l'edifici és piramidal, a quatre aigües. Ambdues són de llicorella.

## Història
Els comunidors, generalment situats dins el recinte que formen església i cementiri, són freqüents al Pallars. Pràcticament tos són de planta quadrada i llosat piramidal. El que no és habitual és la presència d'absis o absidioles, com en aquest cas.